# Новоселицкое
Новосе́лицкое — село, административный центр Новоселицкого района (муниципального округа) Ставропольского края России.

## Варианты названия
- Новосельцы[4]
- Новоселица[5]
- Новоселицы[6]

## География
Расстояние до краевого центра: 150 км.

## История
Дата основания: 1786 год
Статья из ЭСБЕ (конец XIX века):
Новоселицы — село Ставропольской губернии, Александровского уезда. Дворов 949, жителей 5681, 2 церкви, 2 школы, фельдшер, лавок 7, кузниц 3, маслобоен 3, мельниц 4, питейных домов 8, оптовый склад 1, ярмарка 1, базары еженедельно.
31 (19) марта 1864 года Пятигорским окружным начальником Фёдоровым направлено донесение в Ставропольскую палату Государственных Имуществ о похвальном поступке дьякона Кондаловского, открывшем в селе училище.
В 1902 году в селе проживало 9045 человек; количество надельной земли составляло 36 203 десятины (из них под посевами — 18 235 десятин); количество голов крупного рогатого скота — 6079, овец — 5603:15.
В 1918 году на Ставрополье начался процесс коллективизации, не получивший достаточного развития из-за гражданской войны. После окончательного установления советской власти в регионе стали создаваться коммуны и артели, организуемые бывшими красноармейцами. В 1924 году в селе Новоселицком были образованы артели «Красный Герой» и «Правда». В том же году возникло сельскохозяйственное товарищество «Каменная Гора».
В 1935 году из состава Александровского района был выделен Новоселицкий район с центром в селе Новоселицкое, просуществовавший до 1958 года, а затем вновь вошедший в состав Александровского района.
На 1 марта 1966 года село являлось административным центром Новоселицкого сельсовета Алекандровского района Ставропольского края:7.
В 1972 году из части сёл Александровского района был повторно образован Новоселицкий район с центром в селе Новоселицкое.
2 февраля 2004 года решением Совета депутатов с. Новоселицкого утверждена символика (герба и флага) села.
До 16 марта 2020 года село образовывало упразднённое сельское поселение село Новоселицкое.

## Население
| 1789  | 1802  | 1812  | 1819  | 1897  | 1902  | 1903  | 1939  | 1959  | 1979  |
| ----- | ----- | ----- | ----- | ----- | ----- | ----- | ----- | ----- | ----- |
| 2121  | ↘2003 | ↘1926 | ↗2080 | ↗7816 | ↗9045 | ↗9400 | ↘6978 | ↘5315 | ↗5648 |
| 1989  | 2002  | 2010  | 2011  | 2012  | 2013  | 2014  | 2015  | 2016  | 2017  |
| ↗7295 | ↗8569 | ↗8729 | ↘8703 | ↘8621 | ↘8608 | ↘8560 | ↘8536 | ↗8543 | ↗8608 |
| 2018  | 2019  | 2020  | 2021  |       |       |       |       |       |       |
| ↗8643 | ↘8544 | ↘8537 | ↘7416 |       |       |       |       |       |       |

Половой состав
По итогам переписи населения 2010 года проживали 4062 мужчины (46,53 %) и 4667 женщин (53,47 %).
Национальный состав
По данным переписи 2002 года, в национальной структуре населения преобладают русские (84 %).
По итогам переписи населения 2010 года проживали следующие национальности (национальности менее 1 %, см. в сноске к строке "Другие"):
| Национальность | Численность | Процент |
| -------------- | ----------- | ------- |
| Русские        | 7180        | 82,25   |
| Цыгане         | 312         | 3,57    |
| Армяне         | 295         | 3,38    |
| Даргинцы       | 214         | 2,45    |
| Чеченцы        | 108         | 1,24    |
| Лезгины        | 105         | 1,20    |
| Другие         | 515         | 5,90    |
| Итого          | 8729        | 100,00  |

## Инфраструктура
- Центральная районная больница[45]
- Дом культуры[46]. Открыт 22 ноября 1970 года[47]
- Межпоселенческая центральная библиотека[48]
- Детская библиотека. Открыта 21 октября 1947 года[49]
- Районный историко-краеведческий музей[50]

## Образование
- Детский сад № 1 «Алёнушка»[51]
- Детский сад № 14[52]
- Детский сад № 22 «Радуга»[53]
- Средняя общеобразовательная школа № 1[54]
- Средняя общеобразовательная школа № 8[55]
- Начальная общеобразовательная школа № 12
- Начальная общеобразовательная школа № 13
- Детская школа искусств
- Дом детского творчества[56]

## СМИ
- Пункт вещания Цифрового эфирного телевидения[57]
- Газета районного значения «Авангард»

## Спорт
- Футбольная команда «Свободный труд». Участница Первенства Ставропольского края по футболу[58]

## Религия
- Спасо—Преображенский Храм. Открыт 19 августа 1820 года[47].
- Молитвенный дом ЕХБ

## Люди, связанные с селом
- Иван Ильич Клоков (1921–2005) - участник Великой Отечественной войны 1941–1945 гг, полный кавалер ордена Славы. Награждён орденами Отечественной войны I степени, Красной Звезды. Почётный гражданин с. Новоселицкого. В честь Героя открыта мемориальная доска в средней школе № 1 села Новоселицкого[59]
- Ульяник, Мария Ивановна (1931, село Новоселицкое) — доярка, Герой Социалистического Труда.

## Памятники
- Братская могила красных партизан, погибших в годы гражданской войны и советских воинов, погибших в борьбе с фашистами. 1918—1920, 1942—1943, 1921, реконструкция 1945 и 1952 года[60]
- Братская могила мирных жителей, расстрелянных фашистами[61]
- Могила мирных жителей, расстрелянных фашистами[62]
- Памятник В. И. Ленину. 1937 год, восстановлен 1947 год, реставрирован 1965 год[63]

## Кладбища
В селе 2 общественных вероисповедальных открытых кладбища:
- Северное (ул. Степная). Площадь участка 71 тыс. м².
- Южное (ул. Шоссейная). Площадь участка 78 тыс. м².